# روستن‌بورخ، هلند شمالی
روستن‌بورخ (به هلندی: Rustenburg) یک منطقهٔ مسکونی در هلند است که در کوخن‌لاند واقع شده‌است. روستن‌بورخ ۲۲۰ نفر جمعیت دارد.